# Social Media Marketing
Social Media Marketing (englisch für „Marketing über soziale Medien“; abgekürzt SMM), in deutschen Texten auch Social-Media-Marketing, ist ein Begriff aus dem Marketing und Management. Er beschreibt Strategien und Taktiken, mit denen Organisationen (bspw. Unternehmen, Parteien, Non-Profit-Organisationen) soziale Medien nutzen, um organisatorische Ziele zu erreichen, indem sie Wert für Stakeholder schaffen und kommunizieren. Häufig adressierte Stakeholdergruppen im Social-Media-Marketing sind (potenzielle) Kunden, (potenzielle) Mitarbeiter, Blogger, Journalisten oder die Öffentlichkeit. Social-Media-Plattformen wie Facebook und Twitter haben im Social-Media-Marketing eine hohe Relevanz. Kritiker, insbesondere Datenschützer, monieren, diese Verfahren verletzten die Privatsphäre der Betroffenen, auf die Social-Media-Marketing zielt. Neben der Nutzung von sozialen Medien umfasst Social-Media-Marketing auf strategischer Ebene auch das Management einer Social-Media-Kultur, die Rolle von Mitarbeitern (bspw. mittels Social-Media-Guidelines), Entscheidungen über den Social-Media-Scope (bspw. die aktive oder passive Nutzung) und die organisatorische Verankerung. Aus diesem Grund wird Social-Media-Marketing in der Managementforschung als interdisziplinäres und abteilungsübergreifendes Konzept verstanden.
Über SMM-Panels können betrügerische Social-Media-Marketing-Services wie YouTube-Calls, Instagram-Likes und Facebook-Follower gekauft werden.

## Abgrenzung
Die Begriffe Social Network Marketing und Social-Media-Marketing werden oft synonym benutzt. Die inhaltliche Abgrenzung besteht darin, dass Social-Media-Marketing sich neben den sozialen Netzwerken auch mit Bilder- und Videoplattformen (Youtube, flickr) beschäftigt, während der Fokus beim Social Network Marketing einzig auf die sozialen Netzwerke gelegt wird.

## Ziele und Methoden
Das Wachstum der sozialen Medien hat seit etwa 2005 einen großen Einfluss auf die Kommunikationsweise der Unternehmen mit ihren (potenziellen) Kunden und anderen Stakeholdern. Da es die sozialen Medien erlauben, mit anderen Teilnehmern nicht nur zu kommunizieren, sondern auch zu interagieren, hilft das Social-Media-Marketing dabei, die netzaffinen Early Adopters und Meinungsführer zu erreichen, die zum Beispiel bei Twitter besonders hohe Zahlen an Followern haben. Über diese Wege können einzelne Produkte oder Marken beworben werden. Auch Künstler oder Politiker nutzen das Marketing über soziale Medien, um ihr Markenimage und ihren Bekanntheitsgrad zu erhöhen. Social-Media-Marketing ist verhältnismäßig kostengünstig und kann mit ähnlichen Software-Werkzeugen gleich diverse Plattformen bespielen, um Marketingkampagnen aufzusetzen. Die Unternehmen bekommen auf diesem Weg zudem direktere Rückmeldungen ihres Zielmarkts als etwa bei der Fernsehwerbung.
Eines der Hauptziele beim Einsatz von Social Media im Marketing ist die Kommunikation mit (potenziellen) Kunden und die Produktpräsentation. Es erlaubt den Einfluss auf die Zielgruppe in jedem Stadium des Entscheidungsprozesses der Interessenten. Es lassen sich auch weitere, indirektere Vorteile durch das Social-Media-Marketing für die Unternehmen aufzeigen. Sieben der zehn einflussreichsten Faktoren auf das Ranking bei Google lassen sich auf Aktivitäten in sozialen Netzwerken zurückführen. Das bedeutet, dass Marken mit einer niedrigen Präsenz und Aktivität in Social-Media-Plattformen tendenziell in den Suchergebnissen weiter hinten gelistet werden. B2B-Unternehmen setzen Social-Media-Marketing zudem oft auch im Rahmen des Employer Brandings ein.
Obwohl Plattformen wie Twitter oder Facebook eine weitaus größere Anzahl an aktiven Nutzern aufweisen, haben die mobilen Medienplattformen im Vergleich eine höhere Interaktionsrate. Zum Vergleich: Instagram hat eine Interaktionsrate von 1,46 % mit durchschnittlich 130 Millionen Benutzern im Monat, während Twitter eine Interaktionsrate von 0,03 % aufweist, mit 210 Millionen monatlichen Nutzern.
Im Unterschied zu den traditionellen Marketingmethoden kann Social-Media-Marketing deutlich günstiger sein. Auch lässt sich u. U. dadurch eine weiter reichende Zielgruppe erreichen als durch traditionelle Kommunikationsmaßnahmen. Dieser Umstand hat zu einem Umdenken in der Art geführt, wie Unternehmen mit Stakeholdern interagieren, da ein substanzieller Prozentsatz der Interaktionen nun über Online-Plattformen mit einer größeren Reichweite durchgeführt wird. Konsumenten haben auch die Möglichkeit Produktbewertungen zu verfassen, den Kundenservice zu bewerten und Fragen oder Kritik direkt an das Unternehmen zu adressieren.
Die Öffentlichkeitsarbeit mittels Social Media wird Social-Media-Relations genannt. Gebündelt werden diese Maßnahmen häufig in einem Social-Media-Newsroom.

### Strategien
Beim zielgerichteten Social-Media-Marketing ist es erforderlich, eine Social-Media-Strategie zu entwickeln. Aus ihr leiten sich operative Maßnahmen ab, die auf den Social-Media-Plattformen zum Einsatz kommen können:
- Virales Marketing,
- Influencer-Marketing
- Aufbau einer eigenen Gemeinschaft von Interessenten beispielsweise durch einen Blog oder Forum,
- Social-Media-Monitoring (Sentiment und Kampagnenanalyse),
- Optimierung von Inhalten (Social-Media-Optimization) – Verbesserung der Auffindbarkeit der Inhalte auf einer Webseite,
- Expertentum – Aufbau von Reputation als Experte auf einem Wissensgebiet,
- Sammeln von Informationen und Wissen,
- Kundenkontakt – reine Präsenz bis hin zur intensiven Interaktion mit Benutzern,[9]
- Aktuelle Nachrichten – Publikation aktueller, passender Nachrichten,
- Aufbau eines guten Online-Rufs (Reputation),
- Veranstaltungen in den sozialen Netzen.

Die sozialen Netzwerke ermöglichen Unternehmen Informationen über das Konsumverhalten ihrer Kunden sowie über ihre Vorlieben und Ablehnungen zu erhalten. Diese Informationen werden von den Unternehmen verwendet, um ihre Zielgruppen einzugrenzen und Informationen zu veröffentlichen, die sich nach diesen Vorlieben richtet.
Die markenspezifischen Konsumentenaktivitäten im Internet (Consumer’s online brand related activities – COBRAs) sind eine weitere Methode, um Produkte über Social Media zu bewerben. Darunter versteht man Aktionen, welche Konsumenten dazu motivieren Produkte über Social-Media-Plattformen auf eigene Faust zu bewerben, beispielsweise durch das Uploaden eines Produktfotos. Eine weitere Methode für das Social-Media-Marketing ist das electronic word of mouth (eWOM). Darunter versteht man Interaktionen zwischen Konsumenten, beispielsweise über Erfahrungsberichte von Hotelaufenthalten oder Buchrezensionen.
Die Entwicklung und Umsetzung der Strategien kann über spezialisierte Social-Media- oder „Seeding“-Agenturen erfolgen, die über ein Netzwerk von Meinungsführern (Influencern) verfügen, um Werbebotschaften gezielt über Social-Media-Plattformen zu verbreiten.

### Tools und Plattformen
Neben bekannter Forschungstechniken stellen verschiedene Unternehmen spezialisierte Plattformen und Tools für das Social-Media-Marketing zur Verfügung. Diese umfassen neben Social-media-measurement und -monitoring (das aktive Überwachen von Social-Media-Kanälen von Unternehmen), Social-network-aggregation (der Miteinbezug von vielen verschiedenen Social-Media-Plattformen in eine einzige große Präsentation) Social Bookmarks (ein Service, der Benutzern erlaubt Internet-Lesezeichen zu erstellen, teilen und kommentieren) und Social analytics (eine Methode zur Messung, Analyse und Interpretation von Interaktionen zwischen Personen, Themen und Ideen) auch Methoden zur Automatisierung von Prozessen, Blog Marketing und Brand Management.
Soziale Netzwerke erlauben Interaktionen zwischen Benutzern und den Aufbau von Beziehungen. Wenn Unternehmen an diesen Kanälen teilnehmen, können Konsumenten direkt mit ihnen kommunizieren. Diese Art der Kommunikation kann in manchen Fällen als persönlicher aufgefasst werden, als traditionelle Methoden des Outbound-Marketings. Die persönliche Interaktion kann bei den Benutzern und potenziellen Kunden ein Gefühl der Loyalität instillieren und die konsequente Selektion der Interaktionen mit dem Rest des sozialen Netzwerks durch das Unternehmen kann die Zielgruppe auf die gewünschten Eigenschaften reduzieren.
In diesem Kontext funktionieren soziale Netzwerke nach dem Prinzip der Mundpropaganda. Sie ermöglichen den Benutzern Seiten oder Posts, beispielsweise über Fanpages, zu teilen, wodurch der Inhalt den verbundenen Personen sichtbar gemacht wird. Diese haben nun ihrerseits wieder die Möglichkeit den Inhalt zu teilen, wodurch die Reichweite des Inhalts erhöht wird. Soziale Netzwerke beinhalten eine große Menge an Informationen über Produkte und Dienstleistungen. Über semantische Analysetechnologien können Interessensgruppen über die Aktivitäten von Benutzern identifiziert und akquiriert werden. Soziale Netzwerke werden von 76 % der Unternehmen für Marketingstrategien verwendet.

## Chancen und Risiken
Social-Media-Marketing bietet der Vermarktung von Unternehmen und Prominenten gleichermaßen Chancen und Risiken: Einerseits kann auf diese Weise ein breites Publikum schnell und kostengünstig angesprochen und eine direkte Verbindung zwischen Unternehmen und Kunden hergestellt werden. Nach einem niedrigschwelligen Bekenntnis des Kunden per Mausklick – etwa einem Facebook-„Like“ – erscheinen dann die Botschaften des Unternehmens regelmäßig auf dem Bildschirm der Zielgruppe. Andererseits birgt dieser Kanal aber auch die Gefahr, dass die Kommunikation der Werbebotschaften und die Darstellung in der Öffentlichkeit außer Kontrolle geraten, da die Meinungen im Internet nicht notwendigerweise denen des Unternehmens entsprechen müssen. Sie können sich nämlich unkontrollierbar verselbständigen. Leicht können auch negative Meinungen im Web entstehen und dem Image einer Marke, einer Firma oder einer Person schaden. Umgekehrt kann darin für Unternehmen aber auch eine Chance liegen, indem sie eine solche Kritik aufgreifen, ihr eigene Botschaften entgegenstellen, die die andere Seite vom Gegenteil überzeugen sollen, und dabei an ihrem Image arbeiten. Das ist die Ausgangslage für die Aufgabe, die der Unternehmenskommunikation in den sozialen Netzwerken gestellt ist. Aber auch die Nutzer sozialer Netzwerke müssen sich darauf einstellen, dass sie auf diesen Plattformen regelmäßig mit Social-Media-Marketing-Aktivitäten zu tun haben.

## Auswirkungen auf traditionelle Werbemaßnahmen
Da das Social-Media-Marketing in steigendem Maße Raum einnimmt, werden traditionelle Werbemaßnahmen (gedruckte Werbung, Werbung in Rundfunk) zunehmend in den Hintergrund gedrängt. Mittlerweile ist das Internet die größte Werbeplattform und hat das Fernsehen überholt. Webseiten beinhalten oftmals Werbebanner und Popups. Soziale Netzwerke arbeiten nicht notwendigerweise mit solchen Werbemethoden, sondern stellen Unternehmen ganze Seiten zur Verfügung, in denen Produkte vorgestellt werden können und die Möglichkeit zur Interaktion mit (potenziellen) Konsumenten gegeben wird. In Fernsehwerbung werden diese Vorteile umgesetzt, indem auf die firmeneigene Webseite verwiesen wird. In gedruckten Werbeinseraten kommen zusätzlich QR-Codes zum Einsatz, die auf die Produktwebseite verweisen.